# Agenium
Agenium – rodzaj roślin z rodziny wiechlinowatych (Poaceae). Obejmuje 3 gatunki występujące w Ameryce Południowej od Brazylii po Argentynę.

## Systematyka
Pozycja według APweb (aktualizowany system APG III z 2009)
Rodzaj z plemienia Andropogoneae i podrodziny Panicoideae z rodziny wiechlinowatych (Poaceae) w obrębie jednoliściennych.
Wykaz gatunków
- Agenium leptocladum (Hack.) Clayton
- Agenium majus Pilg.
- Agenium villosum (Nees) Pilg.